# Chris Jericho
Pour les articles homonymes, voir Jéricho (homonymie) et Irvine.
Christopher Keith Irvine (né le 9 novembre 1970 à Manhasset (New York)) est un catcheur (lutteur professionnel) canadien et le chanteur du groupe de metal Fozzy. Il travaille actuellement à la All Elite Wrestling, sous le nom de Chris Jericho. Il est l'actuel champion du monde de la ROH.
Durant sa carrière de catcheur, il a été neuf fois champion du monde : deux fois champion du monde poids-lourds de la WCW, neuf fois champion Intercontinental, une fois champion de la WWF, deux fois champion des États-Unis et trois fois champion du monde poids-lourds de la WWE. Il devient le premier lutteur à avoir remporté la ceinture Intercontinental de deux fédérations différentes dans sa carrière le WWE Intercontinental Championship à la WWE et la IWGP Intercontinental Championship à la NJPW. Puis à la All Elite Wrestling, il devient le premier AEW World Champion de l'histoire de la compagnie. Il réussit également à remporter le ROH World Championship en 2022.
Premier Champion Incontesté de l'histoire de la WWF, il détient le record de détentions du Championnat Intercontinental, titre qu'il a possédé neuf fois, et est quintuple champion par équipe (quatre fois Champion du Monde par équipe et une fois Champion unifié par équipe de la WWE). À la WWE, c'est aussi un ancien Champion Européen et Hardcore. Il est aussi quadruple Champion Poids-Légers de la WCW et est le quatrième Grand Slam Champion de l'histoire de la WWE.
C'est en 1999 que, après avoir travaillé notamment à la Extreme Championship Wrestling et la World Championship Wrestling, Chris Jericho rejoint la World Wrestling Federation (aujourd'hui WWE), où son premier match a lieu lors de la toute première émission de SmackDown. Il prend ensuite le surnom de Y2J (en référence à Y2K, le bug de l'an 2000) et remporte ses premiers titres (dont ses premiers règnes de champion Intercontinental). C'est en 2001, lors de Vengeance 2001, que Chris Jericho devient le premier champion incontesté de l'histoire de la fédération en battant l'un après l'autre The Rock, pour le championnat du monde poids-lourds de la WCW, puis Stone Cold Steve Austin, pour le championnat de la WWF.
Après avoir quitté la WWE à l'expiration de son contrat en 2005 et avoir totalement disparu du monde du catch pendant plus de deux ans, il revient à la fédération en 2007. Hormis plusieurs nouveaux titres mondiaux, par équipe et Intercontinentaux, il eut notamment en 2008 une rivalité avec Shawn Michaels qui fut acclamée par la critique. Il remporte le championnat du monde poids-lourds, pour la troisième fois, le 21 février 2010 lors de Elimination Chamber avant de le perdre le 2 avril de la même année face à Jack Swagger, deux jours après l'avoir défendu avec succès à WrestleMania XXVI. Après avoir participé au main event par équipe de SummerSlam 2010, où son équipe l'emporte, et avoir tenté sans succès de remporter le championnat de la WWE lors de Night of Champions, la fédération annonce son départ en octobre 2010.
Consacrant plus de temps en tournée avec son groupe Fozzy, il est contraint de faire des retours à la WWE à court terme : il fait un retour surprise au début de 2012 au sein de la fédération, avant de la quitter à nouveau huit mois plus tard. Puis, lors du Royal Rumble 2013, il fait un nouveau retour. Il a affronté Kenny Omega à Wrestle Kingdom 12.
En dehors de son travail de catcheur, il est podcasteur et interview fréquemment dans l'émission The Talk Is Jericho des personnalités du monde du catch.

## Carrière

### Débuts (1990-1996)
À l'âge de 19 ans, Irvine entre à l'école des frères Hart où, à son premier jour, il rencontre Lance Storm. Deux mois plus tard, il était prêt à commencer la lutte sur les spectacles indépendants, faisant ses débuts le 2 octobre 1990, dans un match nul contre Storm. Les deux hommes ont ensuite travaillé en équipes, initialement appelés Sudden Impact. Pendant ce temps, il a pris le nom de Jericho, nom venant de l'album de Helloween, Walls of Jericho. Jericho et Storm ont travaillé pour Tony Condello dans les circuits du nord du Manitoba avec Adam Copeland, Jason Reso et Terry Gerin. Le duo a également lutté à Calgary à la Canadien National Wrestling Alliance (CNWA) et à la Canadian Rocky Mountain Wrestling (CRMW). En 1991, Jericho et Storm ont commencé une tournée au Japon pour la Frontier Martial-Arts Wrestling, où il devint l'ami de Ricky Fuji, qui a également été formé par Stu Hart.
Pendant l'hiver de 1992, il a voyagé au Mexique et a catché sous le nom de Leon D'Oro, et plus tard Corazón de León, où il a lutté pour plusieurs petites fédérations, ainsi que la plus grande du pays, la Consejo Mundial de Lucha Libre. À la CMLL, Jericho remporte le NWA Middleweight Championship face à Mano Negro en décembre 1993. Il perd le titre 11 mois plus tard face à Último Dragón. Après avoir quitté le Mexique, Jericho catche à Hambourg, en Allemagne pendant six semaines dans le cadre d'un tournoi dirigé par René Lassartesse. Ses compétences de lutte en plein essor l'ont également emmené au Japon en 1994, où il a catché pour la Genichiro Tenryu's Wrestling and Romance (plus tard connu sous le nom Wrestle Association "R"), face à des catcheurs comme Gedo et Último Dragón, contre qui il a perdu le WAR International Junior Heavyweight Championship. 
En 1994, Jericho retrouve son ancien coéquipier de la CRMW, Lance Storm, en tant que les Thrillseekers à la promotion de Jim Cornette, la Smoky Mountain Wrestling, où ils entrent en rivalité avec Well Dunn, The Rock 'n' Roll Express, et The Heavenly Bodies. En décembre 1995, Jericho participe à la deuxième Super J Cup Tournament, organisé par WAR, perdant face à Wild Pegasus.

### Extreme Championship Wrestling(1996)
En 1996, grâce à une recommandation par Chris Benoit au promoteur Paul Heyman, Jericho commence à lutter pour l'Extreme Championship Wrestling (ECW) basée à Philadelphie, gagnant le ECW World Television Championship en juin 1996. Tandis qu'à la ECW, Chris Jericho se fait un nom, luttant contre les talents supérieurs comme Taz, Sabu, Rob Van Dam, Cactus Jack, Shane Douglas et 2 Cold Scorpio. Il a pendant ce temps attiré l'attention de la World Championship Wrestling (WCW).

### World Championship Wrestling (1996-1999)

#### Cruiserweight Champion et NJPW (1996-1998)
En août 1996, il fait sa première apparition à la World Championship Wrestling, alors qu'il est encore sous contrat avec la New Japan Pro Wrestling. Il fait son premier match contre Chris Benoit, match qu'il perdit. Il a ensuite une brève rivalité avec Chris Benoit qui se finit par une victoire de ce dernier à Fall Brawl. Jericho entre ensuite en rivalité contre la nWo, plus particulièrement contre Syxx qu'il bat lors de Halloween Havoc à cause de l'arbitre, Nick Patrick. Il bat cet arbitre avec un bras attaché au dos à World War 3. Il a ensuite une rivalité avec The Giant où il perd tous ses matchs. À la suite de cette rivalité, il se blesse. (blessure scénarisée car il est allé terminer son contrat au Japon).
Il fait son retour à la mi-1998 en tant que heel. Sa gimmick devient celle d'un personnage totalement égocentrique. Il remporte le championnat des poids-moyens lors de Souled Out contre Rey Mysterio Jr.. Il blesse ensuite le luchador au genou avant d'entrer en rivalité avec Juventud Guerrera. Il le battra dans un « Title vs Mask match » à SuperBrawl VIII. À cette époque commencent les Monday Night Jericho où il obtient un gros push qui le rendra encore plus heel qu'avant. Le 10 août 1998 à Nitro, il bat Stevie Ray pour gagner le World Television Championship en prenant la place de Chavo Guerrero grâce à l'aide de The Giant. Le 30 novembre 1998, il perd finalement le titre face à Konnan à la suite d'un coup de ceinture sur le sol du ring. Après de très nombreuses rivalités contre des catcheurs comme Raven, Chris Adams et Scott Steiner, il arrive à la fin de son contrat qu'il ne renouvelle pas pour aller en tournée avec son groupe Fozzy.

### World Wrestling Federation/Entertainment (1999-2005)

#### Débuts et Intercontinental Champion (1999-2000)

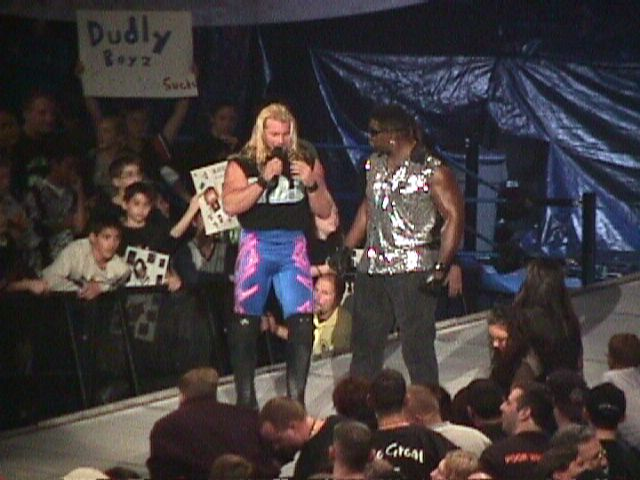
Chris Jericho à SmackDown! en 1999 avec Mr. Hughes, son exécuteur pendant sa rivalité avec Ken Shamrock.

Dans les semaines précédant les débuts de Chris Jericho, une horloge intitulée "Compte à rebours pour le nouveau millénaire" est apparue dans les programmes de la WWF. Chris Jericho, de Break Down the Walls, a déclaré qu'il était inspiré par cette horloge lorsqu'il a vu une horloge similaire dans un bureau de poste et que Vince McMahon a approuvé son utilisation pour son introduction à la WWF. L’horloge du Raw Is War à Chicago dans l’Illinois le 9 août, a finalement fini de s’écouler pendant que The Rock faisait une promo pour The Big Show, Chris Jericho est entré dans l'arène en tant que heel et a proclamé "Raw Is Jericho" et qu'il était venu pour sauver la Fédération de lutte mondiale en se désignant lui-même comme "Y2J". The Rock a ensuite répondu en se moquant verbalement de Chris Jericho pour son interruption. Plus tard ce mois-ci, il dialoguera avec plusieurs superstars, notamment en interrompant une promo à laquelle participe The Undertaker.
Il fait ses débuts sur les rings le 24 août, lors du deuxième épisode de SmackDown, en perdant par disqualification contre Road Dogg après avoir effectué une powerbomb sur Road Dogg à travers une table[réf. nécessaire].
À la fin de l'année 1999, Chris Jericho débute sa première rivalité à long terme contre Chyna pour le Championnat Intercontinental[réf. nécessaire]. Pour son premier match en Pay-Per-View aux Survivor Series, Chris Jericho perd contre Chyna et ne remporte pas le Championnat Intercontinental. Il remporte pour la première fois le titre à Armageddon. Il effectue par la suite un Face turn en s'excusant auprès de Chyna.
Le 3 janvier 2000 à Raw, il devient co-champions avec Chyna après que leur match de championnat se termine en double disqualification.
Le 23 janvier lors du Royal Rumble, il bat Chyna et Hardcore Holly dans un three-way match pour devenir l'unique champion Intercontinental pour la deuxième fois. Il perd le titre face au Champion Européen Kurt Angle, lors de No Way Out.
Le 2 avril, Chris Jericho a participé à son tout premier WrestleMania, dans un combat à trois contre Chris Benoit et Kurt Angle où le premier homme à gagner par un tombé ou par soumission serait déclaré Champion Intercontinental et le second Champion Européen. Il a été battu en premier par Chris Benoit, mais plus tard, il a fait un tombé sur Chris Benoit, pour acquérir le titre européen. Il perdra le titre le lendemain contre Eddie Guerrero à Raw.
Le 17 avril à Raw, il bat Triple H dans un match pour le Championnat de la WWE mais l'arbitre renversa la décision par peur de représailles de la famille McMahon. Le règne n'est pas officiellement reconnu par la fédération.
Le 4 mai à SmackDown, il bat Chris Benoit pour devenir Champion Intercontinental pour la troisième fois, mais le perd quatre jours plus tard face au même adversaire.
Le 27 août lors de SummerSlam, il perd face à Chris Benoit à cause d'une tricherie sur les cordes.

#### WWF Undisputed Champion (2001-2002)

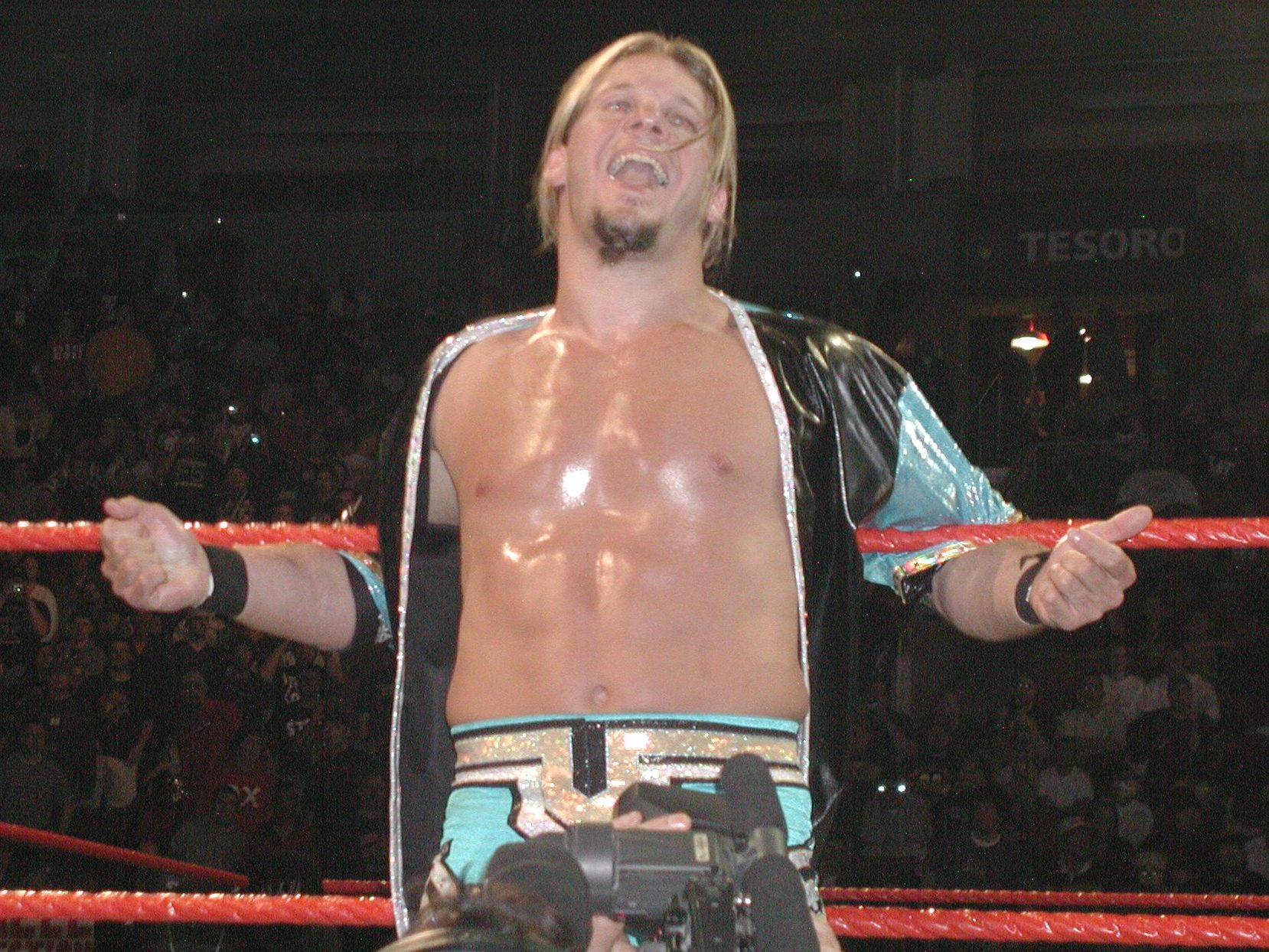
Chris Jericho, le premier champion incontesté de l'histoire de la WWE.

Le 21 janvier 2001 au Royal Rumble, il bat Chris Benoit et gagne le titre Intercontinental pour la quatrième fois dans un Ladder match.
Le 1er avril à Wrestlemania X-Seven, il conserve son titre face a William Regal mais le perd quatre jours plus tard contre Triple H à SmackDown!.
Le 21 mai à Raw, lui et Chris Benoit remportent le championnat par équipe de la WWF en battant Triple H et Stone Cold Steve Austin. La semaine suivante, il bat Big Show et remporte pour la première fois le WWF Hardcore Championship, avant de le perdre juste après face à Rhyno. Le 19 juin à SmackDown!, le duo perd les WWF Tag Team Championship contre les Dudley Boyz.
À No Mercy, il bat The Rock et remporte le WCW World Heavyweight Championship. Il s'agit de son premier titre mondial à la fédération. Le lendemain, les deux hommes s'associent pour remporter les titres de Champion du monde par équipe de la WWF, contre les Dudley Boyz. En gagnant ce match, Chris Jericho est alors double champion. Le 1er novembre à SmackDown, ils perdent leurs titres face à Test et Booker T. Le 5 novembre à Raw, il perd son titre face à The Rock.
Lors de Vengeance, il finalise son Heel turn et bat The Rock pour remporter une seconde fois le WCW World Heavyweight Championship, puis «Stone Cold» Steve Austin pour son titre le WWF Championship, dans la même soirée pour devenir le tout premier lutteur à détenir les deux titres mondiaux au même moment. Jericho est donc le tout premier WWF Undisputed Champion de l'histoire de la fédération.
Le 20 janvier 2002 lors du Royal Rumble, il conserve son titre face à The Rock. À No Way Out, il conserve son titre face à Steve Austin, grâce à une intervention de la NWO.
Chris Jericho perd finalement son titre contre Triple H, vainqueur du Royal Rumble Match, dans le main-event de WrestleMania X8. C'est ainsi que s'achève le seul et unique règne de champion de la WWF/E de la carrière de Y2J. En mai, à Judgment Day, il s'incline une nouvelle fois contre Triple H, dans un Hell in a Cell match, après avoir subi un pedigree sur le toit de la cage.
Peu de temps après, Chris Jericho a été drafté de nouveau à Raw. Le 16 septembre, il gagne la ceinture Intercontinental contre Rob Van Dam pour une cinquième fois.
Il a ensuite fait équipe avec Christian pour gagner les WWE World Tag Team Championship contre The Hurricane et Kane le 14 octobre.
Lors des Survivor Series, il participe au premier Elimination Chamber match de l'histoire de la fédération en compagnie de Shawn Michaels, Triple H, Booker T, Rob Van Dam et Kane pour le World Heavyweight Championship. Jericho entre en troisième position, il élimine Booker T, puis Kane, avec le Lionsault, avant d'être lui-même éliminé par le futur vainqueur du match, Shawn Michaels.
À Armaggedon, lui et Christian perdent leurs WWE World Tag Team Championship contre Booker T et Goldust dans un combat à quatre équipes incluant également les Dudley Boyz et l'équipe de Lance Storm et William Regal.

#### Diverses rivalités et départ (2003-2005)
Le 19 janvier 2003 au Royal Rumble, il participe au Royal Rumble Match, où il élimine Shawn Michaels, avant de se faire éliminé par Test.
Le 30 mars lors de WrestleMania XIX, il perd face à Shawn Michaels. Après le match, il donne un low kick à ce dernier.
Le 16 juin à Bad Blood, il perd face à Goldberg.
Le 27 octobre à Raw, il bat Rob Van Dam par soumission et remporte le titre Intercontinental pour la sixième fois. Cependant Steve Austin, alors manager général, a ordonné un rematch immédiat dans une cage, qui a été gagné par RVD. Jericho n'aura était champion qu'une dizaine de minutes, faisait de ce règne le plus court de l'histoire de la ceinture.
Le 16 novembre lors des Survivor Series, il est dans l'équipe d'Bishoff qui bat la Team Austin.
Le 25 janvier 2004 lors du Royal Rumble, il est éliminé par le Big Show. Le match sera remporté par Chris Benoit.
Il fait un face turn à WrestleMania XX mais perd face à Christian après une trahison de Trish Stratus. Il prend sa revanche dans un match handicap en battant Christian et Trish Stratus à Backlash.
Le 12 septembre à Unforgiven, il remporte le titre Intercontinental qui était vacant en battant Christian dans un Ladder match, avant de le perdre lors de Taboo Tuesday face à Shelton Benjamin.
Le 9 janvier 2005 à New Year's Revolution, il participe à l'Elimination Chamber Match contre Triple H, Batista, Chris Benoit, Randy Orton et Edge avec Shawn Michaels en tant qu'arbitre. Il s'est fait éliminer par Batista après une Batista Bomb et finalement Triple H gagne le match.
Le 3 avril lors de WrestleMania 21, Chris Jericho participe au tout premier Money In The Bank Ladder Match. Il affronte le champion Intercontinental Shelton Benjamin, Chris Benoit, Kane, Christian et Edge qui décroche la mallette.
Par la suite, il redevient heel en se retournant contre le champion de la WWE John Cena.
Il échoue à remporter le WWE Championship lors de Vengeance dans match triple-menace contre Christian et John Cena, puis au SummerSlam face à Cena
et enfin le lendemain à Raw dans un You're fired match. Ce dernier match provoquant ainsi le renvoi de Chris Jericho.
Cette tournure scénaristique permet à Y2J de prendre ses distances avec le ring pour se consacrer à d'autres activités, dont son groupe Fozzy.

### Retour à la World Wrestling Entertainment (2007-2010)

#### Intercontinental Champion (2007-2008)

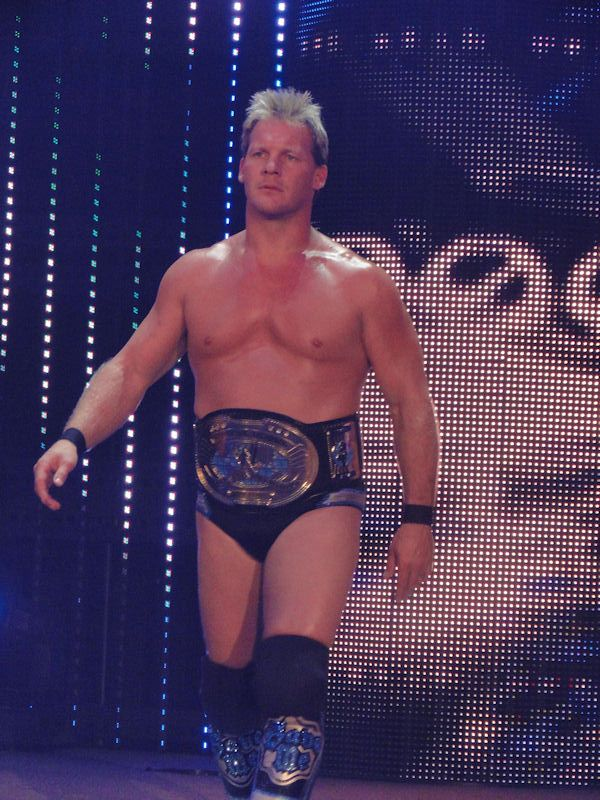
Chris Jericho détient le record de détention du championnat Intercontinental de la WWE, avec neuf règnes à son actif.

Durant l'automne 2007, la WWE fait défiler plusieurs vidéos durant les shows. Ces vidéos sont appelées « Breaking the code » et beaucoup de fans essayent de déchiffrer le code afin de connaitre l'identité de la superstar qui fera son retour le 13 novembre. C'est Chris Jericho qui revient pour interrompre Randy Orton qui se vantait d'avoir conservé son WWE Championship. Chris Jericho revient donc à la WWE et défie Orton.
Le 16 décembre à Armageddon, il bat Orton par disqualification à la suite d'une intervention de JBL mais ne remporte pas le WWE Championship.
Le 27 janvier 2008 lors du Royal Rumble, il perd face à JBL par disqualification après l'avoir frappé avec une chaise.
Le 17 février à No Way Out dans l'Elimination Chamber, il ne devient pas challenger au WWE Championship, battu par Triple H dans un match qui incluait aussi avec JBL, Umaga, Shawn Michaels et Jeff Hardy.
Le 10 mars à Raw, lors de l'épisode spécial de 3 heures, il bat Jeff Hardy et remporte titre Intercontinental pour la 8e fois.
Le 30 mars à WrestleMania XXIV, il perd le Money in the Bank Ladder Match au profit de CM Punk qui lui avait coincé la jambe dans une échelle.
Le 27 avril lors de Backlash, il est l'arbitre spécial du match entre Shawn Michaels et Batista que Shawn Michaels remporte. Lors de Judgment Day, il perd son match contre Shawn Michaels, mais pas son titre.

#### World Heavyweight Champion (2008-2009)
Le 9 juin, il effectue un heel turn en attaquant Shawn Michaels en l'envoyant tout droit dans l'écran, ce qui fit perdre à Michaels un très grand pourcentage de sa vision.
Le 29 juin lors de Night of Champions, il perd son titre Intercontinental contre Kofi Kingston après une interférence de Shawn Michaels.
Le 20 juillet à The Great American Bash, il bat Shawn Michaels par arrêt de l'arbitre car, après un coup de coude de Y2J et de longues minutes à être cogné, l'œil de Michaels saignait énormément.
Le 7 septembre à Unforgiven, il perd contre Shawn Michaels dans un Unsanctioned match. Lors de la même soirée, il remplace CM Punk (qui avait été attaqué par Randy Orton, Cody Rhodes, Ted DiBiase et Manu) dans le Scramble match pour le Championnat du monde poids-lourd opposant CM Punk, Batista, Rey Mysterio, Kane et JBL. Il devient le nouveau Champion du monde poids-lourd en effectuant le tombé sur Kane à huit secondes de la fin du Scramble Match.
Le 5 octobre à No Mercy, il conserve le titre face à Shawn Michaels dans un Ladder match. Le 26 octobre lors de Cyber Sunday, il perd le titre face à Batista dans un match arbitré par Stone Cold Steve Austin. Il regagne le titre la semaine suivante, lors du 800e épisode de Raw dans un Steel Cage Match.
Le 23 novembre lors des Survivor Series, il perd le titre face à John Cena. Le 14 décembre à Armaggedon, il ne regagne par le titre, battu par Cena par soumission.
Le 15 février 2009 à No Way Out, il ne regagne pas le championnat du monde poids-lourd, battu par Edge dans l'Elimination Chamber match qui incluait aussi John Cena, Rey Mysterio, Kane et Mike Knox.
Le 5 avril à Wrestlemania XXV, il bat Ricky "The Dragon" Steamboat, Jimmy "Superfly" Snuka et Roddy "Rowdy" Piper dans un match handicap elimination, après le match Y2J invite Mickey Rourke à se battre mais celui-ci lui donne un crochet du droit.

#### Jeri-Show et Tag Team Champion (2009-2010)

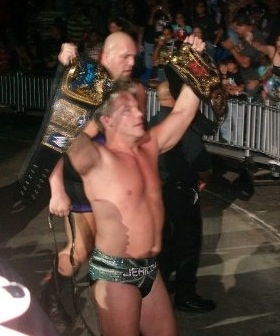
L'équipe JeriShow, avec les quatre ceintures de champions unifiés par équipes de la WWE.

Le 13 avril lors du Raw spécial draft, il est drafté à SmackDown.
Le 17 mai à Judgment Day, il ne remporte pas le titre Intercontinental, battu par Rey Mysterio.
Le 7 juin à Extreme Rules, il bat Mysterio pour remporter le titre dans un No Holds Barred match, le remportant pour la neuvième fois de sa carrière, un record, notamment après avoir arraché le masque de Mysterio.
Le 28 juin lors de The Bash, il remet son titre en jeu face à Mysterio et le perd. Plus tard dans la soirée, Theodore Long intervient dans le match par équipe opposant The Colóns et The Legacy pour les WWE Unified Tag Team Championship et annonce que le match devient un Triple Threat et intronise Edge et Jericho ensemble. Il remporte avec son compère canadien les titres par équipe.
À la suite de la blessure au tendon d'Achille de Edge durant un House Show, la moitié des titres unifiés se retrouve vacante. Le 14 juillet à Raw, Jericho parle de la blessure d'Edge et le critique puis le qualifie de « maillon faible ». Il poursuit en annonçant qu'il a la possibilité de choisir un nouveau partenaire qu'il révélera à Night of Champions afin de défendre les ceintures. Il dévoile à Night of Champions son nouveau partenaire, The Big Show, avec qui il conserve les titres face à The Legacy. Les titres unifiés étant multi-divisionnels, ils commencent à apparaître dans les deux divisions simultanément. L'équipe de se nomme Jeri-Show.
Le 23 août lors de SummerSlam, ils conservent les titres face à la Cryme Tyme.
Le 13 septembre à Breaking Point, ils battent MVP et Mark Henry.
Le 4 octobre à Hell in a Cell, ils conservent les titres face à David Bautista et Rey Mysterio.
Le 25 octobre lors de Bragging, il gagne avec l'équipe Raw (dont il est le capitaine) face à l'équipe SmackDown, remportant le trophée, notamment après que Big Show (qui faisait partie de l'équipe rouge) ait trahi son propre clan.
Le 22 novembre aux Survivor Series, il ne remporte pas le Championnat du monde poids-lourd, battu par Undertaker dans un Triple Threat Match qui incluait aussi Big Show.
Ils commencent ensuite une rivalité avec la D-Generation X où ils perdent finalement leurs titres à TLC lors d'un TLC Tag Team Match. Le lendemain lors du Raw Slammy Award 2009, lui et The Big Show remportent l'award de l'équipe de l'année, et demande leurs rematch face à DX. Ces derniers se font volontairement disqualifier, gardant ainsi les titres en leur possession aux dépens de JeriShow.
Le 4 janvier 2010, les titres unifiés sont mis une nouvelle fois en jeu avec comme stipulation le bannissant définitif de Jericho à Raw en cas de défaite de sa part. Ils échouent une nouvelle fois dans leur tentative et mettent fin à leur alliance.

#### World Heavyweight Champion, diverses rivalités et départ (2010)

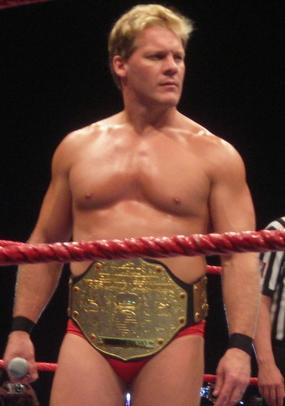
Jericho durant son dernier règne de champion du Monde.

Le 31 janvier lors du Royal Rumble, il participe au Royal Rumble Match où il se fait éliminer par le futur vainqueur Edge, qui fait alors son retour.
Le 21 février lors d'Elimination Chamber, il remporte le titre mondial en éliminant le dernier participant et champion en titre The Undertaker à la suite d'une intervention illégale de Shawn Michaels.
Le 28 mars à WrestleMania XXVI, il conserve son titre face à Edge. Cependant, il cède titre au profit de Jack Swagger à SmackDown deux jours plus tard, qui encaisse son Money in the Bank obtenu aussi lors du dernier pay-per-view,.
Le 25 avril lors d'Extreme Rules, il perd face à Edge dans un Steel Cage Match à Extreme Rules.
Le 26 avril, il est transféré à Raw et débute peu de temps après une alliance avec The Miz, avec qui il tente de remporter sans succès les ceintures unifiées par équipe, lors d'Over the Limit contre la Hart Dynasty. Il perd ensuite contre Evan Bourne à 4-Way Finale.
Le 18 juillet lors de Money in the Bank, il ne remporte pas la mallette à la suite de la victoire de The Miz.
Le 15 août à SummerSlam, il gagne avec la Team WWE face à la Nexus dans un 7-on-7 Elimination Tag Team Match, malgré son élimination par Heath Slater.
Le 19 septembre lors de Night of Champions, il ne remporte pas le WWE Championship, battu par Randy Orton dans un Six Men Pack Challenge qui incluait aussi John Cena, Edge, Sheamus et Wade Barrett.
Lors du main event de Raw du 27 septembre, il perd par disqualification contre Randy Orton à la suite d'une intervention de Sheamus. Orton lui porte ensuite un Running Punt Kick qui voit Jericho évacué sur civière. Peu de temps après, la WWE annonce officiellement son départ de la fédération.

### Troisième retour à la World Wrestling Entertainment (2012-2018)

#### Rivalités avec CM Punk et Sheamus (2012)

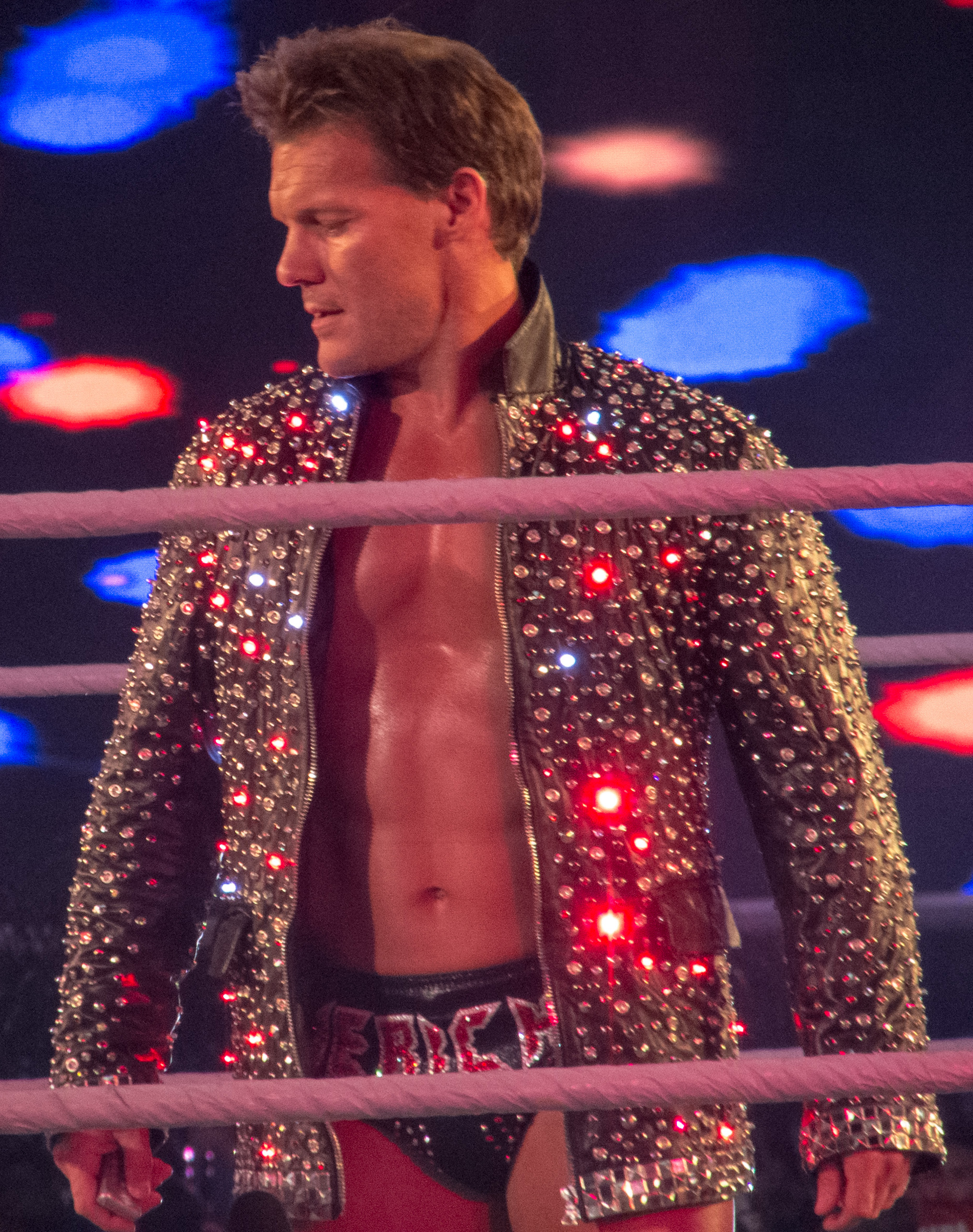
Jericho avant son match face à CM Punk à WrestleMania XXVIII.

Durant l'hiver 2011, la fédération diffuse durant ses spectacles des vidéos annonçant la fin du monde pour le 2 janvier 2012. Ce jour, lors de Raw, Chris Jericho fait son retour en tant que Tweener. Excité et sourire aux lèvres, il effectue plusieurs fois le tour du ring en tapant dans les mains des fans. Il continue ensuite de communier avec le public sur le ring. Lorsqu'il s'apprête à parler, il lâche le micro et s'en va sous quelques huées du public.
Le 29 janvier lors du Royal Rumble, il entre dans le Royal Rumble en 29e position et se retrouve le dernier participant avec Sheamus, mais il se fait éliminer par ce dernier et ne remporte pas le Royal Rumble Match.
Le lendemain, il est annoncé comme participant au Elimination Chamber Match pour le WWE Championship lors d'Elimination Chamber. Il effectue un Heel turn en attaquant Daniel Bryan pendant son match contre CM Punk, causant la disqualification de ce dernier. Il effectue ensuite son Codebreaker sur CM Punk. Il regarde enfin le public d'un air sombre avant de s'en aller. Il confirme son heel turn lors du Raw suivant où il prend la parole pour parler de ce qu'il a fait à CM Punk en disant que ce dernier le copie.
Le 19 février lors d'Elimination Chamber, il ne remporte pas le WWE Championship à la suite de la victoire de CM Punk. Il se fait éliminer en quatrième après avoir traversé la cage, les arbitres décidant de le sortir du match.
Le 1er avril lors de WrestleMania XXVIII, il ne remporte pas le WWE Championship, battu CM Punk.
Le 29 avril lors d'Extreme Rules, il ne remporte pas le WWE Championship, de nouveau battu par CM Punk.
Le 20 mai lors d'Over the Limit, il ne remporte pas le Championnat du monde poids-lourd, battu par Sheamus dans un match qui comprenait aussi Randy Orton et Alberto Del Rio.
Il est suspendu un mois pour avoir piétiné un drapeau brésilien lors d'un House Show au Brésil le 24 mai. Il peut ainsi partir en tournée avec son groupe de rock Fozzy en Angleterre.

#### Rivalité avec Dolph Ziggler et départ (2012)
Lors de Raw du 25 juin, il fête son retour et il est battu par John Cena par disqualification à la suite de l'intervention du Big Show.
Le 16 juillet à Money in the Bank, il perd face à John Cena, Big Show, The Miz et Kane et la mallette de Raw lui échappe donc. Lors du SmackDown du 27 juillet, il fait un Face Turn en attaquant Dolph Ziggler avec Sheamus. Lors de SummerSlam, il bat Dolph Ziggler par soumission avec le Liontamer. Le lendemain à Raw, un match « Contrat contre Contrat » a lieu contre Dolph Ziggler, celui-ci mettant son Money in the Bank en jeu contre la place de Jericho à la WWE. Jericho perd le match, et quitte donc la WWE pour retourner avec son groupe Fozzy.

#### Retour et rivalités avec Fandango, CM Punk, Ryback et Curtis Axel (2013)
Le 27 janvier 2013 au Royal Rumble, il fait son retour surprise après 5 mois et demi d'absence, entre dans le Royal Rumble match masculin en seconde position, élimine Drew McIntyre et Brodus Clay (aidé par quatre catcheurs) avant d'être lui-même éliminé en 25e position par Dolph Ziggler. Le 17 février à Elimination Chamber, il ne devient pas aspirant n°1 au titre mondial poids-lourds de la WWE à WrestleMania 29, battu par Jack Swagger dans un Elimination Chamber match, qui inclut également Daniel Bryan, Kane, Mark Henry et Randy Orton.
Le 7 avril à WrestleMania 29, il perd face à Fandango. Le 19 mai à Extreme Rules, il prend sa revanche sur son même adversaire. Le 16 juin à Payback, il perd face à CM Punk.
Le 14 juillet à Money in the Bank, il perd face à Ryback. Trois jours plus tard, il annonce, sur les réseaux sociaux, quitter la compagnie pour repartir en tournée avec son groupe de Heavy Metal.

#### Rivalité avec Bray Wyatt et diverses apparitions (2014-2015)
Le 30 juin 2014 à Raw, il effectue son retour, après 11 mois et demi d'absence, en attaquant le Miz, mais il se fait, lui aussi, agresser par la Wyatt Family.
Le 20 juillet à Battleground, il bat Bray Wyatt. Le 17 août à SummerSlam, il perd le match revanche face à son même adversaire. Le 21 septembre à Night of Champions, il perd face à Randy Orton.
Le 12 février 2015, il quitte officiellement la compagnie pour partir en tournée avec son groupe de Heavy Metal, Fozzy.
Le 20 septembre à Night of Champions, il effectue son retour, après 7 mois d'absence, et devient le partenaire mystère de Dean Ambrose et Roman Reigns. Mais les trois hommes perdent face à la Wyatt Family dans un 6-Man Tag Team Match.

#### Retour, rivalités avec AJ Styles et Dean Ambrose (2016)
Le 4 janvier 2016 à Raw, il effectue son retour, après 4 mois d'absence, et annonce sa participation au Royal Rumble. Le 24 janvier au Royal Rumble, il entre dans le Royal Rumble masculin en 6e position, élimine Kofi Kingston, avant d'être lui-même éliminé par Dean Ambrose. Le lendemain à Raw, il perd face à AJ Styles, qui effectuait ses débuts dans le show rouge. Le 21 février à Fastlane, il perd face au même adversaire par soumission. Le 22 février à Raw, AJ Styles et lui s'allient, formant Y2AJ et ensemble, ils battent The Social Outcasts (Curtis Axel et Heath Slater). Le 7 mars à Raw, ils ne remportent pas les titres par équipe de la WWE, battus par le New Day (Big E et Kofi Kingston). Après le combat, il effectue un Heel Turn en attaquant son désormais ex-partenaire dans le dos. Le 12 mars à Roadblock, il bat Jack Swagger par soumission.
Le 3 avril à WrestleMania 32, il bat The Phenomenal. Le 1er mai à Payback, il perd face à Dean Ambrose. Le 22 mai à Extreme Rules, il perd face au même adversaire dans le tout premier Asylum Match. Le 19 juin à Money in the Bank, il ne remporte pas la mallette, gagnée par The Lunatic Frange.

#### Jeri-KO, double champion des États-Unis de la WWE et rivalité avec Kevin Owens (2016-2017)

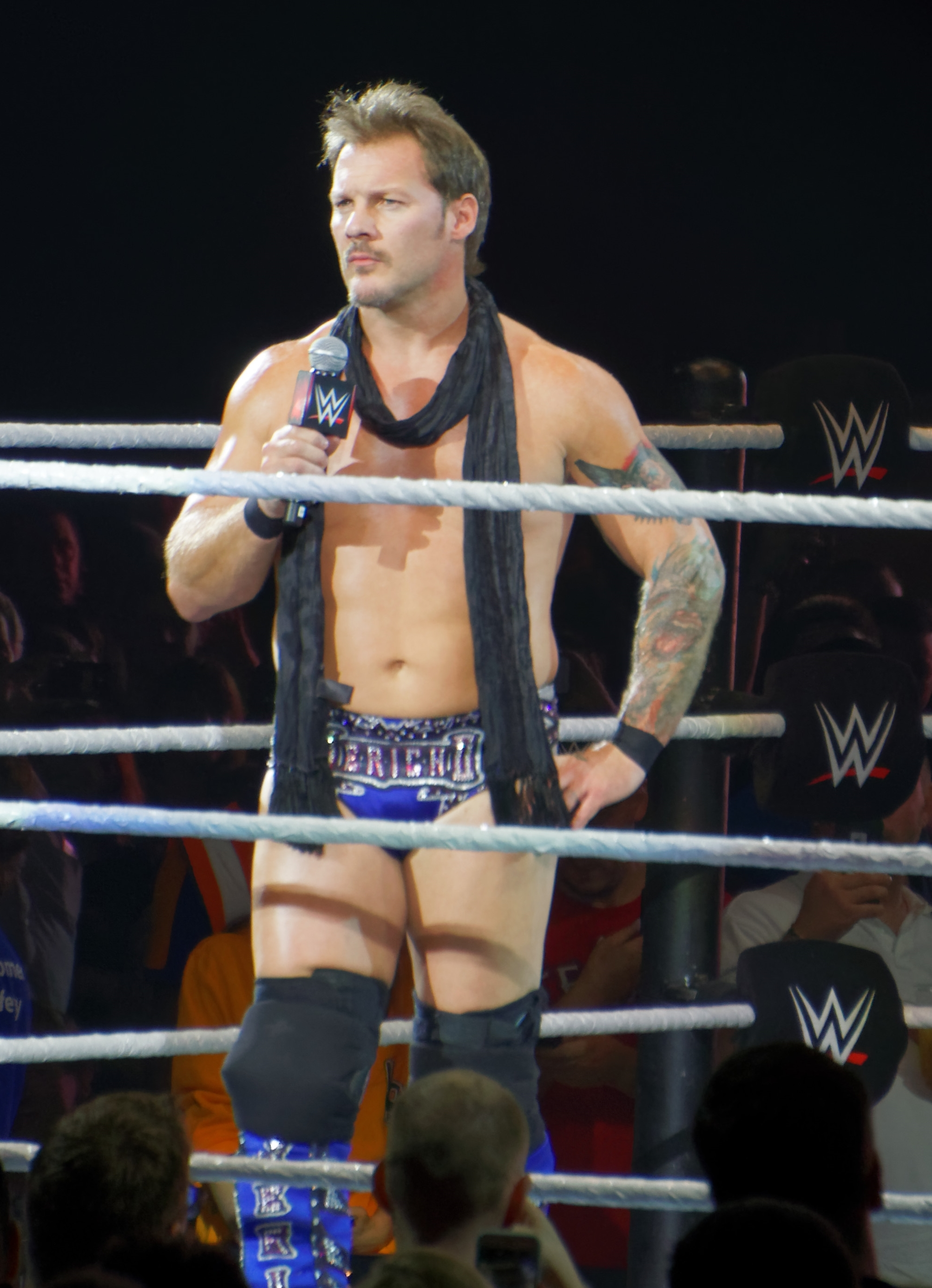
Chris Jericho en septembre 2016.

Le 1er août à Raw, il s'allie officiellement avec Kevin Owens. Le 20 août à SummerSlam, les deux hommes battent Enzo Amore et Big Cass. Le 25 septembre à Clash of Champions, il permet à son partenaire de conserver son titre Universel de la WWE face à Seth Rollins, en intervenant dans le match.
Le 30 octobre à Hell in a Cell, il permet à son compatriote de conserver son titre face au même adversaire dans un Hell in a Cell Match, en intervenant, encore une fois, dans la rencontre. Le 20 novembre aux Survivor Series, l'équipe Raw (Kevin Owens, Braun Strowman, Roman Reigns, Seth Rollins et lui) perd face à l'équipe SmackDown (AJ Styles, Dean Ambrose, Shane McMahon, Bray Wyatt et Randy Orton) dans un Man's 5-on-5 Traditional Survivor Series Elimination Tag Team match. Le 18 décembre à Roadblock: End of the Line, il perd face à Seth Rollins. Plus tard dans la soirée, il fait gagner Kevin Owens face à Roman Reigns par disqualification, en lui portant son Codebreaker, lui permettant de conserver son titre et se réconciliant avec son compatriote. Mais après le combat, ils se font attaquer par les deux frères du Shield.
Le 9 janvier 2017 à Raw, Kevin Owens et lui battent Roman Reigns dans un 2-on-1 Handicap Match, où il devient le nouveau champion des États-Unis de la WWE, remportant le titre pour la première fois de sa carrière. Le 29 janvier au Royal Rumble, il est enfermé dans une cage à requins, suspendue au-dessus du ring, et assiste à la victoire de Kevin Owens sur Roman Reigns dans un No Disqualification Match. Plus tard dans la soirée, il entre dans le Royal Rumble masculin en seconde position, élimine Sheamus et Cesaro, avant d'être lui-même éliminé par le Samoan. Le 13 février à Raw, il organise un Festival of Friendship en l'honneur de son compère, mais effectue un Face Turn, car ce dernier met fin à leur alliance en l'attaquant. Le 5 mars à Fastlane, il fait son apparition pendant le match entre Kevin Owens et Goldberg, pour le titre Universel de la WWE, et réussit à distraire le premier pour permettre au second de remporter la ceinture.
Le 2 avril à WrestleMania 33, il perd face à son ancien partenaire, ne conservant pas son titre et mettant fin à un règne de 82 jours. Le 30 avril à Payback, il redevient champion des États-Unis de la WWE en prenant sa revanche sur son adversaire par soumission, remportant le titre pour la seconde fois. Le 2 mai à SmackDown Live, il reperd face à ce dernier, ne conservant pas son titre.

#### Dernières apparitions et départ (2017-2018)
Le 25 juillet à SmackDown Live, il effectue son retour, après 2 mois d'absence. Plus tard dans la soirée, il ne remporte pas le titre des États-Unis de la WWE, battu par AJ Styles dans un Triple Threat Match, qui inclut également Kevin Owens.
Le 27 avril 2018 au Greatest Royal Rumble, il entre dans le 50-Man Royal Rumble Match en dernière position, élimine Shelton Benjamin, avant d'être lui-même éliminé par le futur gagnant, Braun Strowman. Ce combat marque sa dernière apparition à la WWE, car il quitte la compagnie[réf. nécessaire].

### Retour à la New Japan Pro Wrestling (2017-2019)

#### Rivalité avec Kenny Omega (2017-2018)
Lors de Power Struggle, il fait une apparition surprise sur le grand écran pour confronter Kenny Omega. Il annonce qu'il veut l'affronter à Wrestle Kingdom 12 pour le IWGP United States Heavyweight Championship, challenge qui est dans l'instant accepté par Omega,. Peu de temps après, Chris Jericho intervient dans un show de la NJPW pour attaquer Kenny Omega et le mettre en sang. Ce fut sa première apparition à la NJPW depuis 1998.
Lors de Wrestle Kingdom 12, il perd contre Kenny Omega dans un No Disqualification Match et ne remporte pas le IWGP United States Heavyweight Championship dans le match "Alpha vs. Omega".
Le lendemain, lors du New Year Dash, il attaque Tetsuya Naitō.

#### IWGP Intercontinental champion (2018-2019)
Il fait son retour à la NJPW le 4 mai lors de NJPW Dontaku, il attaque le IWGP Intercontinental Champion Tetsuya Naito, lui portant un Codebreaker et en l'attaquant avec la cloche du ring.
Lors de Dominion 6.9, il bat Tetsuya Naitō et remporte le IWGP Intercontinental Championship, son premier titre à la NJPW. Lors de King of Pro Wrestling, il attaque Evil avant le match de ce dernier contre Zack Sabre, Jr.. Lors de Power Struggle 2018, il conserve son titre contre Evil. Lors de Wrestle Kingdom 13, il perd son titre contre Tetsuya Naitō dans un No Disqualification match.
Lors de Dominion 6.9 in Osaka-jo Hall , il perd contre Kazuchika Okada et ne remporte pas le IWGP Heavyweight Championship et attaque ce dernier après le match jusqu’à l'arrivée de Hiroshi Tanahashi.

### All in & ROH Chris Jericho's Rock N Wrestling Rager at Sea (2018)
Le 1er septembre 2018 lors du show indépendant ALL IN, Jericho déguisé en Penta El Zero M attaque Kenny Omega après son match contre Penta El Zero M en lui portant un Codebreaker. Il lui dit ensuite qu'ils se verront lors de la Jericho Cruise, le show indépendant organisé par Jericho lors duquel Jericho et les Young Bucks affronteront Omega, Cody et Marty Scurll.
Le 29 octobre lors du troisième jour du Chris Jericho Rock N Wrestling Rager at Sea (évènement organisé par Jericho, la ROH & Impact Wrestling), il perd avec les Young Bucks contre Kenny Omega, Marty Scurll & Cody.

### All Elite Wrestling (2019-...)

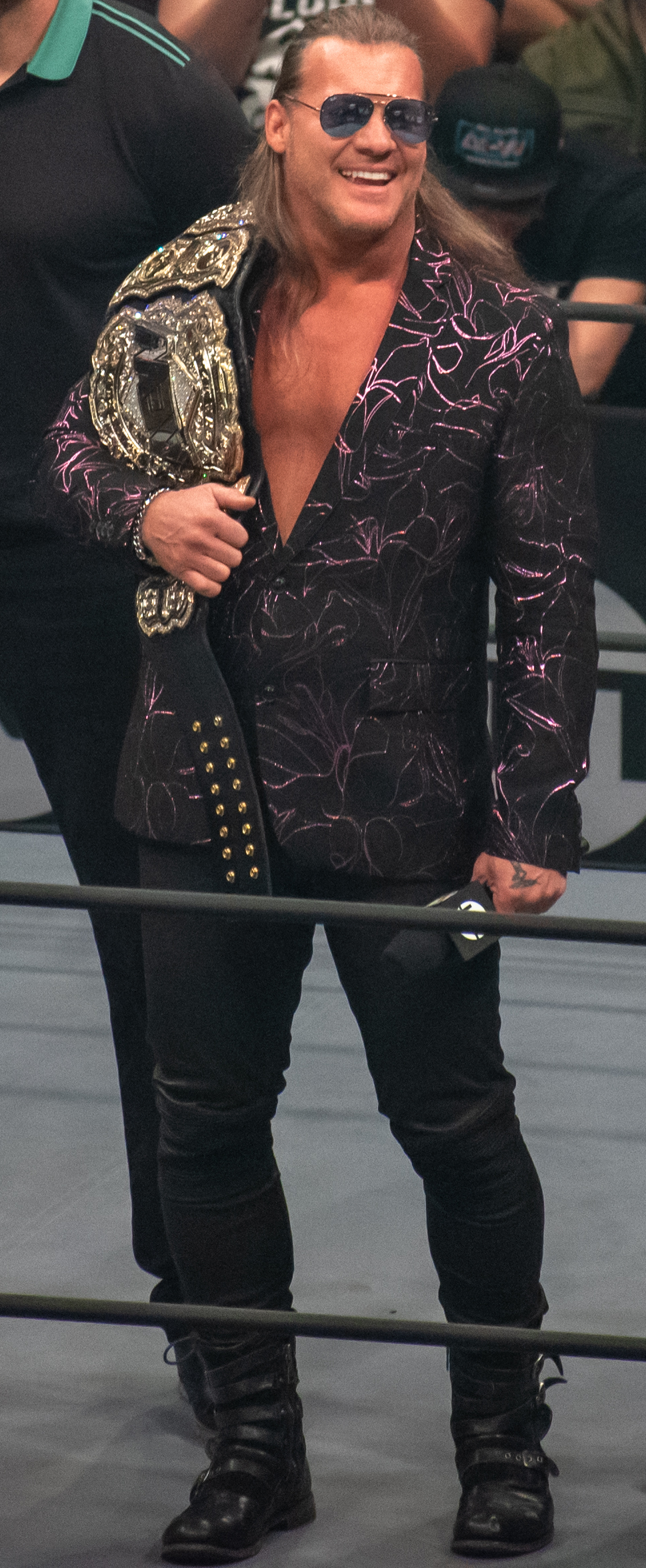
Chris Jericho en tant que Champion du monde de l'AEW en octobre 2019.

Le 8 janvier 2019, il signe officiellement un contrat avec la fédération naissante : All Elite Wrestling. Le 25 mai lors du show inaugural : Double or Nothing, il bat Kenny Omega, obtenant un match pour le titre mondial de la AEW.

#### Champion du monde de la AEW (2019-2020)
Le 31 août à All Out, il devient le tout premier champion du monde de la AEW en battant "Hangman' Adam Page.
Le 9 octobre à Dynamite, il présente son clan : l'Inner Circle, dans lequel sont recrutés Jack Hager, Sammy Guevara, Ortiz et Santana. Le 9 novembre à Full Gear, il conserve son titre en battant Cody par soumission. Le 11 décembre à Dynamite, il propose à Jon Moxley de rejoindre son clan.
Le 8 janvier 2020 à Dynamite, Jon Moxley effectue un Face Turn en lui cassant une bouteille de champagne sur la tête, refusant ainsi son offre de rejoindre son clan et gardant les clés de la Ford GT qui lui ont été offertes. Le 29 février à Revolution, il perd face à Jon Moxley, ne conservant pas son titre.

#### Rivalité avec Orange Cassidy (2020)
Le 23 mai à Double or Nothing, son clan perd face à l'Elite ("Hangman" Adam Page, Kenny Omega et les Young Bucks) et Matt Hardy dans un Stadium Stampede Match.
Le 8 juillet à Fyter Fest Night 2, il bat Orange Cassidy.
Le 5 septembre à All Out, il perd le match revanche face à son même adversaire dans un Mimosa Mayhem match en chutant ans un réservoir de Mimosa.

#### Alliance avec MJF et rivalité avec The Pinnacle (2020-2021)
Le 7 novembre à Full Gear, il perd face à MJF, permettant à Wardlow et ce dernier de rejoindre son clan. Le 2 décembre à Dynamite: Wnter is Coming, il bat Frankie Kazarian. Pendant le combat, MJF voulait le faire abandonner en lui lançant une serviette, mais Sammy Guevara l'en a empêché. Alors que les deux hommes se disputent, il annonce que si le clan ne se réconcilie pas la semaine prochaine, celui-ci sera dissout. La semaine suivante à Dynamite, Sammy Guevara accepte de faire la paix avec MJF en lui serrant la main, mais annonce qu'au moindre problème avec lui, il quittera le clan.
Le 10 février à Dynamite, MJF et lui battent The Acclaimed. Après le combat, Sammy Guevara, après avoir découvert que MJF ait tenté de l'enregistrer pour retourner ses propos contre lui-même, prévient son leader de ce qu'il avait prévu, en cas de problème avec son partenaire, et prend la décision de quitter le clan. Le 7 mars à Revolution, MJF et lui ne remportent pas les titres mondiaux par équipe de la AEW, battus par les Young Bucks. Le 10 mars à Dynamite, Sammy Guevara fait son retour, et montre à son leader une vidéo, où MJF a tenté de corrompre les membres du clan pour prendre sa place dans le leadership. Ses camarades et lui effectuent un Face Turn en se retournant contre MJF, qui est renvoyé, mais celui-ci présente son nouveau clan : The Pinnacle (composé de Wardlow, FTR, Shawn Spears, Tully Blanchard et lui-même), ce qui déclenche une bagarre entre les dix hommes, où les membres de son clan et lui se font tabasser. Le 31 mars à Dynamite, le clan fait son retour et tabasse, à leur tour, le clan rival.
Le 14 avril à Dynamite, il bat Dax Harwood, avec comme arbitre spécial Mike Tyson. Après le combat, il annonce que ce dernier rejoint officiellement son clan. Le 5 mai à Dynamite: Bloods & Guts, l'Inner Circle perd face au Pinnacle dans un Bloods & Guts Match par capitulation. Le 30 mai à Double or Nothing, l'Inner Circle prend sa revanche en battant le Pinnacle dans un Stadium Stampede Match.
Le 21 juillet à Fyter Fest Night 2, il bat Shawn Spears. La semaine suivante à Fight for the Fallen, il bat Nick Gage dans un No Rules Match. Le 5 septembre à All Out, il bat MJF par soumission, lui permettant de poursuivre sa carrière de catcheur.
Le 13 novembre à Full Gear, l'Inner Circle bat Men of the Year (Ethan Page et Scorpio Sky) et American Top Team (Dan Lambert, Junior Dos Santos et Andrei Arlovski) dans un 10-Man Minneapolis Street Fight Tag Team Match.
Le 6 mars 2022 à Revolution, il perd face à Eddie Kingston par soumission.

#### Jericho Appreciation Society, champion du monde de la ROH (2022-2023)
Le 9 mars à Dynamite, Jack Hager et lui effectuent un Heel Turn en attaquant Ortiz, Santana et Eddie Kingston, avec l'aide de 2.0 et Daniel Garcia, créant la Jericho Appreciation Society et provoquant la dissolution du Inner Circle.
Le 29 mai à Double or Nothing, son clan bat Blackpool Combat Club (Bryan Danielson et Jon Moxley), Eddie Kingston, Ortiz et Santana dans un Anarchy of the Arena Match. Le 26 juin à AEW × NJPW: Forbidden Door, Minoru Suzuki, Sammy Guevara et lui battent Shota Umino, Wheeler Yuta et Eddie Kingston dans un 6-Man Tag Team match.
Le 20 juillet à Fyter Fest - Night 2, il bat Eddie Kingston dans un Barbed Wire Everywhere Death Match. Le 4 septembre à All Out, il bat Bryan Danielson. Le 21 septembre à Dynamite: Grand Slam, il devient le nouveau champion du monde de la ROH en battant Claudio Castagnoli de manière controversée, remportant le titre pour la première fois de sa carrière.
Le 19 novembre à Full Gear, il conserve son titre en battant son même adversaire, Bryan Danielson et Sammy Guevara dans un Fatal 4-Way match. Le 10 décembre à ROH Final Battle 2022, il perd le match revanche face au Suisse, ne conservant pas son titre et mettant fin à un règne de 80 jours.
Le 5 mars 2023 à Revolution, il perd face à Ricky Starks.
Le 28 mai à Double or Nothing, il perd face à Adam Cole dans un Unsanctioned match.
Le 9 août à Dynamite, la JAS se dissout. En effet, les désormais ex-membres du clan lui reprochent son égoïsme, son manque de solidarité vis-à-vis d'eux et de ne rien leur donner en retour avant de lui tourner le dos.

#### Rivalité avec la Don Callis Family (2023-2024)
La semaine suivante à Dynamite, il accepte de rejoindre la Callis Family, mais effectue un Face Turn lorsqu'il s'aperçoit que son vieil ami de 34 ans lui montre une peinture de lui-même tenant sa tête décapitée, car ce dernier pensait qu'il allait refuser sa proposition. Après s'être fait manquer de respect par l'ancien manager de Kenny Omega, il le tabasse, repousse Konosuke Takeshita avant d'être attaqué par Will Ospreay et le Japonais, mais Sammy Guevara vole à son secours.
Le 20 septembre à Dynamite Grand Slam, il bat son jeune protégé. Après le combat, les deux hommes se font un câlin, mais ce dernier effectue un Heel Turn en lui portant un Low-Blow et rejoint officiellement la Don Callis Family.
Le 1er octobre à WrestleDream, Golden☆Lovers (Kenny Omega, Kōta Ibushi) et lui perdent face à la Don Callis Family (onosuke Takeshita, Sammy Guevara et Will Ospreay) dans un Trios Tag Team match. Le 18 novembre à Full Gear, Kenny Omega et lui battent les Young Bucks et deviennent aspirants no 1 aux titres mondiaux par équipes à la place de leurs adversaires. Le 27 décembre à Dynamite, il se réconcilie avec Sammy Guevara, revenu de blessure après un mois d'absence en tant que Face, car ce dernier quitte la Don Callis Family, puis les deux hommes se font attaquer par Big Bill et Ricky Starks avant de recevoir les renforts de Darby Allin et Sting. Trois soirs plus tard à Worlds End, Darby Allin, Sting, Sammy Guevara et lui battent Konosuke Takshita, Powerhouse Hobbs, Big Bill et Ricky Stars dans un 8-Man Tag Team match.
Le 3 mars 2024 à Revolution, il ne devient pas aspirant no 1 au titre mondial de la AEW, battu par Wardlow dans un All Star 8-Man Scramble match.

#### The Learning Tree, champion FTW et double champion du monde de la ROH (2024-...)
Le 21 avril à Dynasty, il effectue un Tweener Turn, devient le nouveau champion FTW en battant HOOK et remporte le titre pour la première fois de sa carrière. Trois soirs plus tard à Dynamite, il crée le clan The Learning Tree et recrute Big Bill dans ses rangs. Le 26 mai à Double or Nothing, il conserve son titre en rebattant son même adversaire et en battant Katsuyori Shibata dans un 3-Way match. Pendant le combat, Bryan Keith effectue un Heel Turn, attaque ses deux opposants et rejoint officiellement son clan. Le 30 juin à Forbidden Door, ses deux équipiers et lui perdent face à ses deux précédents adversaires et Samoa Joe dans un Trios match.
Le 10 juillet à Dynamite, il effectue définitivement un Heel Turn et bat le catcheur samoan dans un Stampede Street Fight match. Le 25 août à All In, il ne conserve pas sa ceinture, battu par HOOK dans un match revanche, ce qui met fin à un règne de 126 jours. 
Le 12 octobre à WrestleDream, il ne remporte pas le titre mondial de la ROH, battu par Mark Briscoe. Onze soirs plus tard à Dynamite, il redevient champion du monde de la ROH, pour la seconde fois, en prenant sa revanche sur son même adversaire dans un Ladder War match.

## Palmarès
- All Elite Wrestling (AEW)
  - 1 fois Champion du Monde de la AEW (premier)
  - 1 fois champion poids-lourds FTW
- Canadian Rocky Mountain Wrestling (CMRW)
  - 3 fois Champion Poids-Lourds de la CRMW en 1993[2]
  - 6 fois CRMW North American Tag Team Champion avec Lance Storm[2]
- Consejo Mundial de Lucha Libre (CMLL)
  - 2 fois Champion du Monde Poids-Moyens de la NWA[225]
- Extreme Championship Wrestling (ECW)
  - 1 fois Champion du Monde de la Télévision de la ECW[226]
- New Japan Pro Wrestling (NJPW)
  - 1 fois IWGP Intercontinental Champion
- Ring of Honor (ROH)
  - 2 fois Champion du Monde de la ROH
- World Championship Wrestling (WCW)
  - 4 fois Champion Poids Lourds-légers de la WCW[227]
  - 2 fois Champion du Monde de la Télévision de la WCW en 1998[228]
- World Wrestling Association (WWA)
  - 2 fois Champion du Monde par équipes de la WWA avec Dandy[229]
- World Wrestling Federation/Entertainment (WWE)
  - 1 fois Champion incontesté de la WWF (premier)
  - 3 fois Champion du Monde Poids-Lourd de la WWE[230]
  - 2 fois Champion du Monde Poids-Lourd de la WCW[231]
  - 9 fois Champion Intercontinental de la WWF/E (le plus titré et détenteur du règne le plus court)[232]
  - 2 fois Champion des États-Unis de la WWE
  - 1 fois Champion Européen de la WWF[233]
  - 1 fois Champion Hardcore de la WWF[234]
  - 5 fois Champion du Monde par Équipe de la WWE
    - 1 fois avec Chris Benoit
    - 1 fois avec The Rock
    - 1 fois avec Christian
    - 1 fois avec Edge
    - 1 fois avec Big Show

  - 2 fois Champion par Équipe de la WWE
    - 1 fois avec Edge
    - 1 fois avec Big Show

  - Slammy Awards 2008 : Superstar of the Year[235]
  - 4e Grand Slam Champion de la WWE
  - 7e Grand Slam Champion de la WWE (version 2015)
  - 9e Triple Crown Champion de la WWE
- Wrestle And Romance (WAR)
  - 1 fois WAR International Junior Heavyweight Champion[236]
  - 1 fois WAR International Junior Heavyweight Tag Team Champion avec Gedo[237]

## Récompenses des magazines
- Pro Wrestling Illustrated
  - Retour de l'année en 2008
  - Rivalité de l'année face à Shawn Michaels en 2008
  - Catcheur le plus haï de l'année en 2002[238] et 2008

| Année | 1996 | 1997 | 1998 | 1999 | 2000 | 2001 | 2002 | 2003 | 2004 | 2005 | 20062007   | 2008 | 2009 | 2010 | 2011       | 2012 | 2013 | 2014 | 2015 | 2016 | 2017 | 20182019   | 2020 | 2021 | 2022 | 2023 | 2024 |
| ----- | ---- | ---- | ---- | ---- | ---- | ---- | ---- | ---- | ---- | ---- | ---------- | ---- | ---- | ---- | ---------- | ---- | ---- | ---- | ---- | ---- | ---- | ---------- | ---- | ---- | ---- | ---- | ---- |
| Rang  | 42   | 26   | 10   | 29   | 9    | 9    | 4    | 5    | 10   | 25   | Non classé | 29   | 2    | 5    | Non classé | 7    | 25   | 55   | 84   | 21   | 22   | Non classé | 3    | 19   | 22   | 24   | 90   |

- Wrestling Observer Newsletter
  - Meilleur en interviews (2003, 2008, 2009)[240]
  - Rivalité de l'année (2008) vs. Shawn Michaels[241]
  - Meilleur match de l'année (2008) vs. Shawn Michaels dans un Ladder match à No Mercy[242]
  - Le plus sous-estimé (1999, 2000)[243]
  - Le préféré des lecteurs (1999)[244]
  - Catcheur de l'année (2008, 2009)[245]
  - Membre du Wrestling Observer Hall of Fame en 2010

| # | Résultat | Adversaire                                                                                | Évènement                        | Date           | Durée | Lieu                              | Notes |
| - | -------- | ----------------------------------------------------------------------------------------- | -------------------------------- | -------------- | ----- | --------------------------------- | --- |
| 1 | Défaite  | Kenny Omega                                                                               | Wrestle Kingdom 12 in Tokyo Dome | 4 janvier 2018 | 34:36 | Tokyo Dome, Tokyo                 | Dans un match sans disqualification où le titre de champion poids lourds des États-Unis IWGP d'Omega est en jeu.   |
| 2 | Victoire | Eddie Kingston, Ortiz et Santana et Blackpool Combat Club (Bryan Danielson et Jon Moxley) | Double or Nothing (2022)         | 29 mai 2022    | 22:45 | T-Mobile Arena, Las Vegas, Nevada | Dans un Anarchy in the Arena match où il fait équipe avec Matt Menard, Angelo Parker, Daniel Garcia et Jake Hager. |

## Carrière musicale

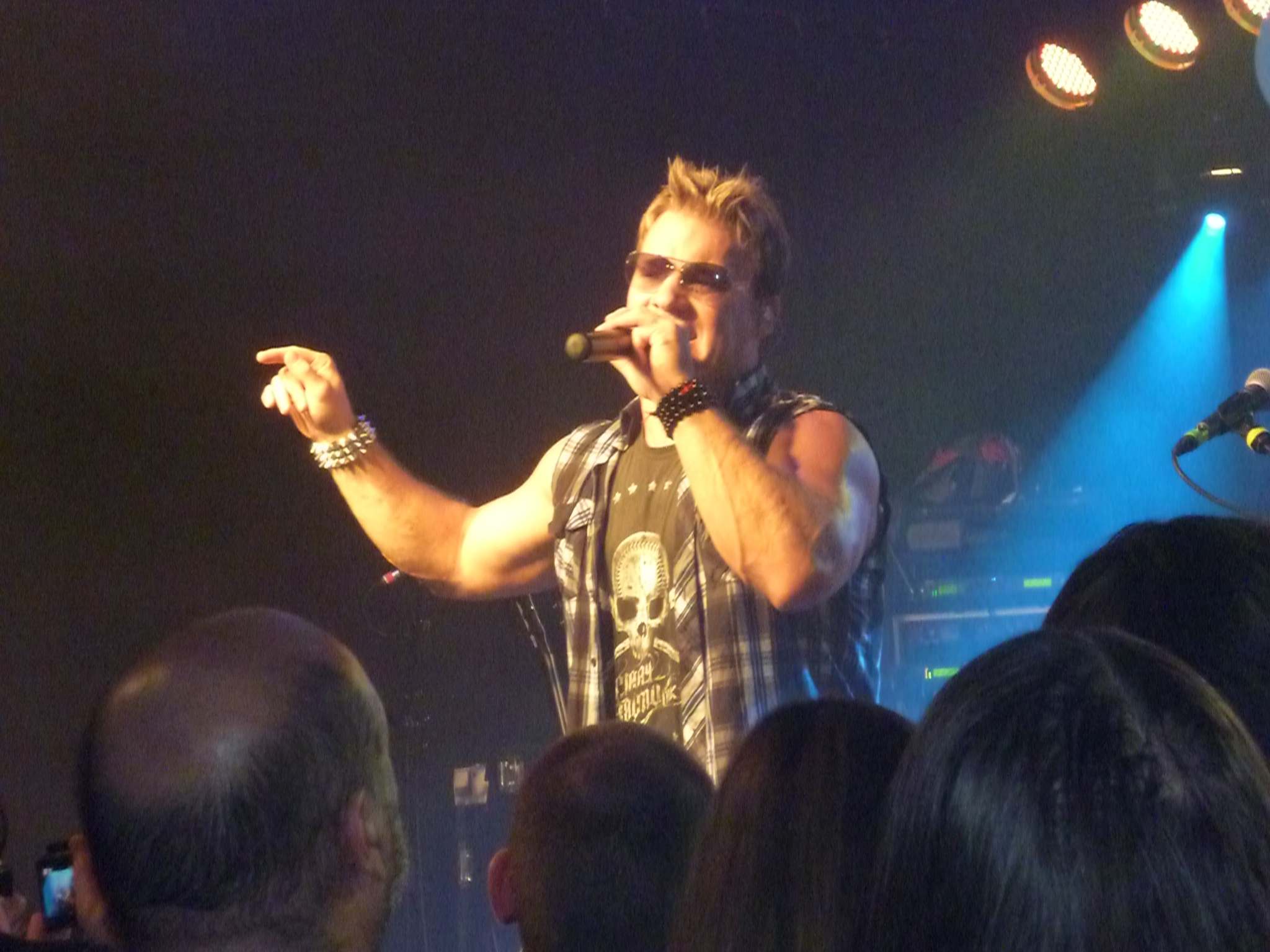
Chris Jericho chantant pour Fozzy, en 2015.

Chris Jericho est dans un groupe de heavy metal appelé Fozzy, fondé en 1999 avec Rich Ward.
Le groupe est constitué de musiciens de talent : Rich Ward (Adrénaline Mob, Stuck Mojo) et Billy Grey (Dangerous New Machine, CyberStar) aux guitares électriques, Paul Di Leo (Nena, Lauryn Hill) à la basse et Frank Fontsere à la batterie. Ils ont déjà plusieurs tournées américaines et mondiales à leur actif et ont partagé la scène avec d'autres grands noms du métal comme les Steel Panther en 2018.
Liste des albums :
- Fozzy (2000)
- Happenstance (2002)
- All That Remains (2005)
- Chasing the Grail (2010)
- Sin and Bones (2012)
- Do You Wanna Start a War (2014)
- Judas (2017)
- Boombox (2022)

Liste des DVDs :
- Unleashed, Uncensored, Unknown (2003)
- All That Remains: Reloaded (2008)

Liste des Live albums :
- Remains Alive (2011)

Liste des Singles :
- Eat the Rich (2000)
- Balls to the Wall (2002)
- With the Fire (2002)
- Enemy (2005)
- It's a Lie (2006)
- Metal Gods (2007)
- Martyr No More (2009)
- Let The Madness Begin (2009)
- Broken Soul (2010)
- Sandpaper (2012)
- Lights Go Out (2014)
- Judas (2017)
- Nowhere To Run (2019)
- Sane (2021)
- I Still Burn (2022)
- Spotlight (2023)

Blood Divisions
- Blood Divisions (EP) (2015)
- Cardinal One (2017)

Kuarantine
- No No No (Single) (2020)
- Heart of Chrome (Single) (2020)
- Love's A Deadly Weapon (Single) (2021)
- Silver Spoon (Single) (2022)
- Good Girl Gone Bad (Single) (2024)

### Apparitions d'invités, autre travail et albums hommage
- Various artists - WWE Originals (2004) (Don't You Wish You Were Me?)
- Nasty Savage - Psycho Psycho (2004) - Chant d'invité sur "Hell Unleashed", "Anguish", et "Savage Desire"
- Various artists - Spin the Bottle: An All-Star Tribute to Kiss (2004) (King of the Night Time World)
- Various artists - Numbers From The Beast (An All-Star Salute to Iron Maiden) (2005) (The Evil That Men Do)
- Dream Theater - Systematic Chaos (2007) - Narration d'invité sur "Repentance"
- Rick Ernst - Get Thrashed: The Story of Heavy Metal (2008) - Interviewee
- Liberty 'N' Justice - Light It Up (2010) - Chant d'invité sur "Best Time You Ever Had"
- Bullet for My Valentine - Temper Temper (2013) (Dead To The World)
- Raven - Rock Until You Drop - A Long Day's Journey (2013) - Interviewee
- Various artists - Thriller: A Metal Tribute To Michael Jackson (2013) (Dirty Diana)
- Devin Townsend - Z² (Compilation) (2014) (Dark Matters) - voix (comme Captain Spectacular)
- Michael Sweet - I'm Not Your Suicide (2014) - Chant d'invité sur "Anybody Else"
- Metal Alllegiance - Metal Alliegance (2015) - Chant d'invité sur "We Rock (Dio cover)"
- Devin Townsend - Ziltoid Live at the Royal Albert Hall (2015) - voix (comme Captain Spectacular)
- Ted Kirkpatrick, Doug Pinnick - The Doom in Us All: A Tribute to Black Sabbath (2016) - Chant d'invité sur "War Pigs (Black Sabbath Cover)"
- Various artists - Maiden Heaven: An All-Star Tribute to Iron Maiden (Metal Hammer) (2016) (Sun and Steel)
- Blaze Bayley - The Redemption of William Black (Infinite Entanglement Part III) (2018) - Chant d'invité sur "Prayers of Light"
- Various artists - Hail to the Kings: A Tribute to Avenged Sevenfold (Metal Hammer) (2018) (Shepherd of Fire)
- Tourniquet - The Slow Cosmic Voyage to Wisdom (Compilation) (2020) - Chant d'invité sur "Electric Funeral (Black Sabbath cover)"
- Durbin - The Beast Awakens (2021) - Chant d'invité sur "Kings Before You"
- John Brennan - The Last Drive-In with Joe Bob Briggs (Original Series Soundtrack) (2021) -  Chant d'invité sur "Bloodsucking Freak"

## Autres médias
- Il a lancé sa propre émission hebdomadaire sur le satellite XM en mars 2005 appelée le Rock of Jericho (Rock de Jericho - en français), et contribue à l'émission de la culture pop Best Week Ever, and I love the 80's[249].
- En mai 2006, il apparaît en tant que commentateur à l'émission 40 Greatest Metal Songs and Heavy: The Story of Metal sur VH1[250].
- Il a commencé sa carrière d'acteur dans une pièce de théâtre humoristique appelée Opening Night. Les représentations se sont déroulées au Centre des Arts de Toronto du 20 au 22 juillet 2006 à Toronto[251].
- Il a fait une apparition dans l'émission téléréalité Celebrity Duets sur les ondes de la Fox. L'émission consiste à mettre en duo des artistes reconnus avec des célébrités très peu connues[252].
- Il a fait partie des célébrités qui participent à la saison 12 de l'émission Dancing with the Stars en 2011, où il est resté en compétition durant six semaines[253].
- Chris Jericho est aussi l'auteur de plusieurs ouvrages littéraires à succès, autobiographiques, tels que Undisputed : How to Become the World Champion in 1,372 easy steps ou encore A Lion's Tale, around the world in Spandex, Best In the World : At what I have no idea classé numéro 4 des meilleures ventes selon le New York Times[254].
- Chris Jericho tient un rôle dans le film Sharknado 3 : Oh Hell No!.

## Vie privée
- Bien qu'il soit né à Manhasset dans l'État de New York, il a grandi à Winnipeg et est canadien. Il a été intronisé dans le « Canadian Wrestling Hall Of Fame » le 25 septembre 1997[255].
- Le 5 juillet 2004, Chris Jericho a été récompensé « The Order of the Buffalo Hunt » dans une cérémonie tenue au Manitoba pour ses accomplissements dans la lutte professionnelle et pour son engagement continu à travailler auprès des enfants défavorisés. La récompense avait précédemment été donnée au pape Jean-Paul II, au maire de Chicago Richard Daley, à Desmond Tutu et à Mère Teresa[256].
- Son père, Ted Irvine, est un ancien joueur de la Ligue nationale de hockey (NHL)[257].
- Depuis le 30 juillet 2000, Chris Jericho est marié à Jessica Lee Lockhart. Ils ont trois enfants : un garçon appelé Ash Edward Irvine qui est né le 24 septembre 2003 et des jumelles appelées Sierra Loretta Irvine et Cheyenne Lee Irvine qui sont nées le 18 juillet 2006[258].

## Filmographie
- 2006 : Android Apocalypse de Paul Ziller : TeeDee
- 2009 : Albino Farm de Sean McEwen : Levi
- 2015 : Sharknado 3 : Oh Hell No! de Anthony C. Ferrante : le forain s'occupant des montagnes russes
- 2016 : Les Thunderman (saison 3, épisode 19) : Gary
- 2019 : Jay et Bob contre-attaquent... encore de Kevin Smith : le Grand Sorcier
- 2022 : Killroy Was Here de Kevin Smith : The Gator Chaser
- 2022 : Terrifier 2 de Damien Leone : Burke
- 2024 : Terrifier 3 de Damien Leone : Burke

### Note
1. ↑  La première édition de SmackDown! se déroulait le 29 avril 1999, utilisant la case horaire de RAW is WAR pour une émission spéciale sur la chaîne United Paramount Network. Le 26 août était lancé officiellement SmackDown! sur UPN.